# Don't Be Afraid (canção de Aaron Hall)
"Don't Be Afraid" é um single do cantor Aaron Hall. Ficou no topo da parada de R&B americana por duas semanas (a maior posição do cantor na parada) e chegou ao número 47 na Billboard Hot 100. Fez parte da trilha sonora do videogame de 2004 Grand Theft Auto: San Andreas, onde apareceu na rádio fictícia de new jack swing CSR 103:9.